# Sweet but Psycho
Sweet but Psycho (englisch für „Süß, aber psychopathisch“) ist die Debütsingle der US-amerikanischen Popsängerin Ava Max. Das Stück wurde am 17. August 2018 über Atlantic Records als erste Single ihres Debütalbums Heaven & Hell veröffentlicht und erreichte die Chartspitze in den Singlecharts diverser Länder.

## Entstehung und Artwork
An der Entstehung des Liedes waren als Songwriter neben Ava Max auch Andreas Haukeland, William Ernest Bean, Madison Emiko Love und Henry Russel Walter alias Cirkut beteiligt. Letzterer produzierte das Lied auch. Als Subverleger agierte die Londoner Kobalt Music Group, während das Lied über Atlantic Records sowie dessen Major-Label Warner Music veröffentlicht wurde.
In einem Interview mit dem US-amerikanischen Online-Magazin Idolator erklärte Max, dass der Track nicht direkt als Vorabauskopplung aus einer EP oder einem Studioalbum wäre, sie aber mit den Arbeiten an einem Album beschäftigt sei.
Artwork
Auf dem Frontcover der Single ist Ava Max inmitten einer roten, gepolsterten Zelle liegend auf einer Behandlungsliege zu sehen. Sie trägt einen weißen Kittel, eine Mütze und zwei unterschiedliche Schuhe. In ihrer Hand hält sie ein Messer, das mit der Spitze in einer Torte steckt. An der hinteren Wand steht ein Spiegel, auf den mit pinken Lippenstift der Titel des Liedes geschrieben wurde. Ihr Logo ist in der unteren rechten Ecke zu sehen.

## Musikalisches und Inhalt
Das Lied basiert auf einem 4/4-Takt und das Tempo liegt bei 133 bpm. Ein verzerrter Schrei leitet den Song ein, worauf Ava Max’ Stimme, die den ersten Teil des Refrains singt, folgt. Im Hintergrund sind einige Klaviertöne zu hören. Dann setzt die die erste Strophe ein. Nach der ersten Strophe setzt ein Pre-Chorus ein, auf den auch der Refrain erstmals in voller Länge folgt. Das Muster wird beibehalten und der Track wird ohne Outro beendet.
Der Song steht in Des-Dur und bewegt sich innerhalb von vier Akkorden: Subdominante (4. Stufe / IV / Ges-Dur), Tonika (1. Stufe / I / Des-Dur), Dominante (5. Stufe / V / As-Dur) und Tonikaparallele (6. Stufe / vi / b-moll). Der Refrain beginnt folglich mit der Subdominante („Oh, she's sweet but a“), geht dann über in die Tonika („psycho, a little bit“), gefolgt von der Dominante („psycho, at night she's screaming“), welche schließlich in der Tonikaparallele („I'm-ma-ma out ma mind“) endet. Diese Akkordfolge bleibt über den Refrain hinaus für den kompletten Song erhalten. Der Song ist somit ein typischer Vertreter der I–V–vi–IV-Progression.
In dem Text wird in der dritten Person eine junge Frau beschrieben, die zwar äußerlich süß und heiß erscheint, psychisch jedoch instabil ist. Sie soll den Verstand rauben und ohne große Überzeugungskraft verführen können. In dem Idolator-Interview erzählte Max zum Hintergrund des Textes, dass sie sich selber in dem Song verkörpern würde und das besungene Mädchen zu ihren unterschiedlichen Seiten stehen würde:

„Ich denke auch über mich selber, dass ich viele unterschiedliche Seiten besitze. […] Im Grunde geht es um ein Mädchen, das keine Angst davor hat, alle ihrer Seiten und Dualitäten zu zeigen, sowie auch über einen Mann, der all diese Seiten an ihr liebt. Sie ist ein Mädchen, das in der Beziehung missverstanden wurde, und man sagt ihr im Grunde, dass sie ein Psycho und verrückt ist, aber in Wahrheit ist sie ein Mädchen, das lediglich ihre Gedanken zum Ausdruck bringt. Und genau so bin ich im wirklichen Leben.“

## Veröffentlichung
Die offizielle Singleveröffentlichung fand am 17. August 2018 statt. Auf dieser ist lediglich die Originalversion des Liedes zu finden. Bereits zwei Tage vor Veröffentlichung der Original-Version, am 15. August 2018, wurde eine Acoustic-Version des Liedes als Einzeltrack. In dieser Version ist neben Ava Max’ Stimme lediglich ein Piano und ein Clap zu hören. Das Single-Cover ist identisch mit dem der offiziellen Single, welches aber in Graustufen eingefärbt wurde. Zu dieser Version wurde ein separates Musikvideo – ebenfalls in Schwarz-Weiß – gedreht, das am 1. November 2018 erschien.
Am erschien eine offizielle Remix-EP, die einen Remix im Lovetrap-Stil von Leon Lour, einen Big-Room-Remix von Morgan Page und eine Future-House-Interpretation von Paul Morrell enthält. Ebenso wie auf dem Cover des Einzeltrack-Releases des Paul Morrell Remix’ wurde die rote Farbe gegen ein Blaugrau ausgetauscht. Morgan Page beschrieb Sweet but Psycho in einem Interview mit „Billboard“ als einen „eingängigen Pop-Track“, der „tagelang im Kopf stecken blieb.“ Er „wollte [dem Song] etwas Club-Appeal und etwas progressiven Flair geben, mit einem kleinen 80er-Flair.“ Infolge des Erfolgs, der sich im Laufe des Winters 2018/2019 entwickelte, erschien eine Reihe weiterer offizieller Remixe, die zur digitalen Remix-EP hinzugefügt wurden.
Remix-EP
1. Sweet but Psycho (Kat Krazy Remix) – 3:09
2. Sweet but Psycho (Elijah Hill Remix) – 3:58
3. Sweet but Psycho (Leon Lour Remix) – 4:10
4. Sweet but Psycho (Morgan Page Remix) – 3:46
5. Sweet but Psycho (Paul Morrell Remix) – 3:24
6. Sweet but Psycho (Ricky Retro Remix) – 3:05
7. Sweet but Psycho (Majestic Remix) – 5:32

## Liveauftritte
Ava Max trat mit dem Song in mehreren TV- und Radio-Shows auf. Mit dabei waren Live-Auftritte beim Virgin Radio Romania, Dzień Dobry TVN und der Dunkin’ Donuts Iced Coffee Lounge von iHeartRadio. Nachdem der kommerzielle Erfolg Anfang 2019 auch in den USA eintrat, war sie gegen Ende Januar 2019 in der The Late Late Show with James Corden und der The Today Show zu sehen. Des Weiteren veröffentlichte sie auf YouTube verschiedene Live-Performances. Darunter sind eine Choreografie des Tracks mit der von verschiedenen Social-Media-Plattformen bekannten Tanzgruppe The Williams Fam Dance sowie eine vertikal gefilmte Acapella-Version für den YouTube-Kanal The Eye.

## Musikvideo
Parallel mit der Single erschien auch ein offizielles Lyric-Video, das den Text des Liedes vor zeichnerisch gestalteten Bildern zeigt, die auf dem Text des Songs basieren. Regisseur war der US-amerikanische Filmemacher Ryan Hutchins.
Am 27. August 2018 veröffentlichte Ava Max auf ihrem YouTube-Kanal das offizielle Musikvideo des Liedes. Regie führte der bengalische Regisseur Shomi Patwary. Es hat eine Länge von 3 Minuten und 27 Sekunden und zeigt die Sängerin in der Hauptrolle. Sie beobachtet ihren Schwarm (gespielt von Prasad Romijn) dabei, wie er seine Partnerin küsst, woraufhin sie ihn zum Abendessen bei sich einlädt. Sein Gesicht ist auf einer Dartscheibe zu erkennen und deutet so wie auch Shots, in denen sie mit verlaufenen Make-Up zu sehen ist, bereits eine mögliche psychische Instabilität an.
Er willigt ein und erscheint bei ihr. Sie betäubt ihn mit einem Getränk und fesselt ihn. Sie foltert ihn, bis er schlussendlich von ihr verbrannt wird. Das Musikvideo zog starke Aufmerksamkeit auf sich, was maßgeblich zum Erfolg beitrug. Heute zählt das Musikvideo über 710 Millionen Aufrufe auf YouTube.
Am 1. November 2018 lud Ava Max ein weiteres Video unter dem Titel Official Performance Video hoch, das für die Akustik-Version des Liedes produziert wurde. Es zeigt Ava Max am Flügel.

## Rezeption

### Kritik
Sweet but Psycho erhielt überwiegend positive Bewertungen. Nachdem die Streamingzahlen in die Höhe gingen, erschienen zahlreiche Artikel nicht nur über den Song, sondern auch über Ava Max und ihre Rolle als Newcomerin. Dabei wurde ihr Auftreten und manchmal auch ihre Musik mit dem Stil von Lady Gaga zu Beginn ihrer Karriere verglichen. Sweet but Psycho wurde dabei meist als ein moderner Pop-Song mit Ohrwurmfaktor und Radiotauglichkeit beschrieben.

„Musikalisch erinnert der Charthit an vergangene Pophits von P!nk und Lady Gaga, klingt aber keinesfalls altbacken durch den Einsatz zeitgenössischer Sounds. Das Rezept der Komposition ist schlicht – der Refrain ertönt gleich zu Beginn, und prägt sich mit einem wiederholenden Muster, Claps und einigen einprägsamen Textzeilen schnell ein. Dieselben Akkorde ziehen sich durch Strophe und Bridge, was dem Radiohörer nicht weh tut. Ava Max gibt der insgesamt eher kantenlosen Musikproduktion das gewisse Etwas, denn sie weiß, wie sie mit ihrer Stimme intonieren muss.“

„Sie erfindet das Rad zwar nicht neu, setzt aber alles geschickt zusammen was eine cineastische Pop-Hymne ausmacht: starke Stimme, einprägsamer Text, süchtig machende Melodien und Powerfrau-Attitüde. Neumodisch würde man auch sagen: it’s a bop (zu Deutsch: ein ziemlich großartiger Song)“

### Kontroverse
Andere Stimmen entfachten starke Diskussionen um den Text und die Aussage des Liedes. Der Text des Liedes wurde dabei als „frauenfeindlich“ bezeichnet und die Art, mit der mit dem Begriff „Psycho“ umgegangen wird, wurde kritisiert. Clodagh Ní Maonaigh vom britischen Mental Movement Magazine rief die Leser zur Unterzeichnung einer Petition auf, um den Song in den Medien zu boykottieren. Sie setzt bei ihrem Kommentar zu dem Thema an ihrer eigenen persönlichen Störung an.

„[…] Es fließt direkt in eine frauenfeindliche Erzählung mit ‚verrückter Freundin‘ ein und stigmatisiert diejenigen, die an Psychose, Psychopathie oder anderen psychischen Erkrankungen leiden. […] ‚Psycho‘ ist ein flippiger Begriff, der die Erfahrungen von Menschen, die tatsächlich mit Psychosen leben, auslöscht und den Zustand weiter stigmatisiert. […]“

Ein Unterstützer ihres Standpunktes bezeichnete Sweet but Psycho als ein Lied, das „die mentale Gesundheitserzählung um 20 Jahre zurückwirft“. „‚Psychiatrisch‘ zu sein“ wäre „kein niedliches Persönlichkeitsmerkmal“, es wäre „eine psychische Störung, und Menschen mit psychopathischen Tendenzen“ bräuchten „Hilfe, um ihre Schwierigkeiten nicht in einem eingängigen Pop-Song trivialisiert zu haben.“

## Kommerzieller Erfolg

### Chartplatzierungen
Sweet but Psycho entwickelte sich zu einem kommerziellen Erfolg. Nachdem das Lied zunächst durch Streamingzahlen überzeugen konnte, stieg es im September 2018 in den ersten Ländern in die Singlecharts ein. In Schweden rückte das Lied Anfang Oktober 2018 bis auf Platz eins vor. Bis Anfang November 2018 folgten auch Spitzenplatzierungen in weiteren skandinavischen Ländern sowie auch Charteintritte in diversen anderen europäischen Ländern. Schlussendlich rückte die Single in 22 Ländern bis auf Platz eins vor, darunter in Deutschland, Österreich und Schweiz. In Flandern stand Sweet But Psycho auf Platz 90 der Jahrescharts von 2018. In Dänemark erreichte es Platz 33, in den Niederlanden Platz 60, in Schweden Platz 18 und in der Schweiz Platz 79 der 2018er Hitparade. In den US-amerikanischen Billboard Dance Club Songs rückte der Track im Februar 2019 an die Spitze.
| ChartsChartplatzierungen       | Höchstplatzierung | Wochen |
| ------------------------------ | ----------------- | ------ |
| Deutschland (GfK)              | 1 (50 Wo.)        | 50     |
| Österreich (Ö3)                | 1 (42 Wo.)        | 42     |
| Schweiz (IFPI)                 | 1 (72 Wo.)        | 72     |
| Vereinigte Staaten (Billboard) | 10 (35 Wo.)       | 35     |
| Vereinigtes Königreich (OCC)   | 1 (53 Wo.)        | 53     |

| ChartsJahrescharts (2018) | Platzierung |
| ------------------------- | ----------- |
| Österreich (Ö3)           | 54          |
| Schweiz (IFPI)            | 79          |

| ChartsJahrescharts (2019)      | Platzierung |
| ------------------------------ | ----------- |
| Deutschland (GfK)              | 5           |
| Österreich (Ö3)                | 10          |
| Schweiz (IFPI)                 | 7           |
| Vereinigte Staaten (Billboard) | 23          |
| Vereinigtes Königreich (OCC)   | 6           |

| ChartsJahrescharts (2010–2019) | Platzierung |
| ------------------------------ | ----------- |
| Österreich (Ö3)                | 50          |

### Auszeichnungen für Musikverkäufe
Im März 2023 avancierte das Lied zum Millionenseller in Deutschland, wofür es mit einer Diamantenen Schallplatte ausgezeichnet wurde. Bereits 2019 erreichte es dreifach Gold und 2021 Doppelplatin. Mit über einer Million verkauften Einheiten zählt Sweet but Psycho zu den meistverkauften Singles des Landes.
| Land/Region                  | Auszeichnungen für Musikverkäufe (Land/Region, Auszeichnung, Verkäufe) | Verkäufe   |
| ---------------------------- | ---------------------------------------------------------------------- | ---------- |
| Australien (ARIA)            | 5× Platin                                                              | 350.000    |
| Belgien (BRMA)               | 2× Platin                                                              | 80.000     |
| Brasilien (PMB)              | 2× Diamant                                                             | 320.000    |
| Dänemark (IFPI)              | 3× Platin                                                              | 270.000    |
| Deutschland (BVMI)           | Diamant                                                                | 1.000.000  |
| Finnland (IFPI)              | 3× Platin                                                              | 120.000    |
| Frankreich (SNEP)            | Diamant                                                                | 333.333    |
| Italien (FIMI)               | 3× Platin                                                              | 150.000    |
| Kanada (MC)                  | 7× Platin                                                              | 560.000    |
| Neuseeland (RMNZ)            | 5× Platin                                                              | 150.000    |
| Niederlande (NVPI)           | 2× Platin                                                              | 160.000    |
| Norwegen (IFPI)              | 9× Platin                                                              | 540.000    |
| Österreich (IFPI)            | 3× Platin                                                              | 90.000     |
| Polen (ZPAV)                 | Diamant                                                                | 100.000    |
| Portugal (AFP)               | 2× Platin                                                              | 20.000     |
| Schweden (IFPI)              | Gold                                                                   | 40.000     |
| Schweiz (IFPI)               | 4× Platin                                                              | 80.000     |
| Singapur (RIAS)              | Gold                                                                   | 5.000      |
| Spanien (Promusicae)         | 2× Platin                                                              | 120.000    |
| Taiwan (RIT)                 | Platin                                                                 | 10.000     |
| Vereinigte Staaten (RIAA)    | 4× Platin                                                              | 4.000.000  |
| Vereinigtes Königreich (BPI) | 4× Platin                                                              | 2.500.000  |
| Insgesamt                    | 2× Gold · 59× Platin · 5× Diamant ·                                    | 10.998.333 |

Hauptartikel: Ava Max/Auszeichnungen für Musikverkäufe